# Temető

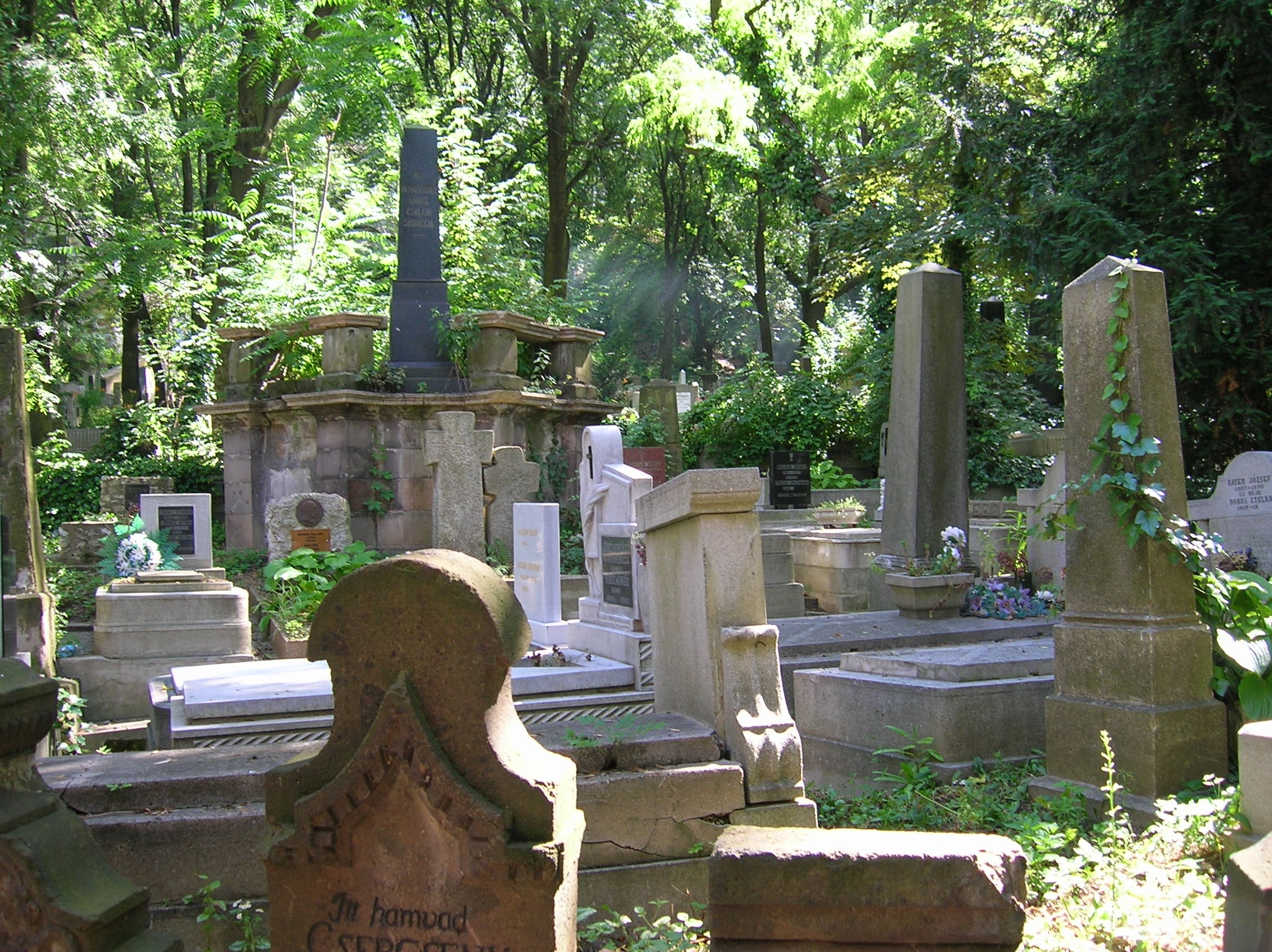
Miskolc: az avasi templom műemlék temetőjének részlete

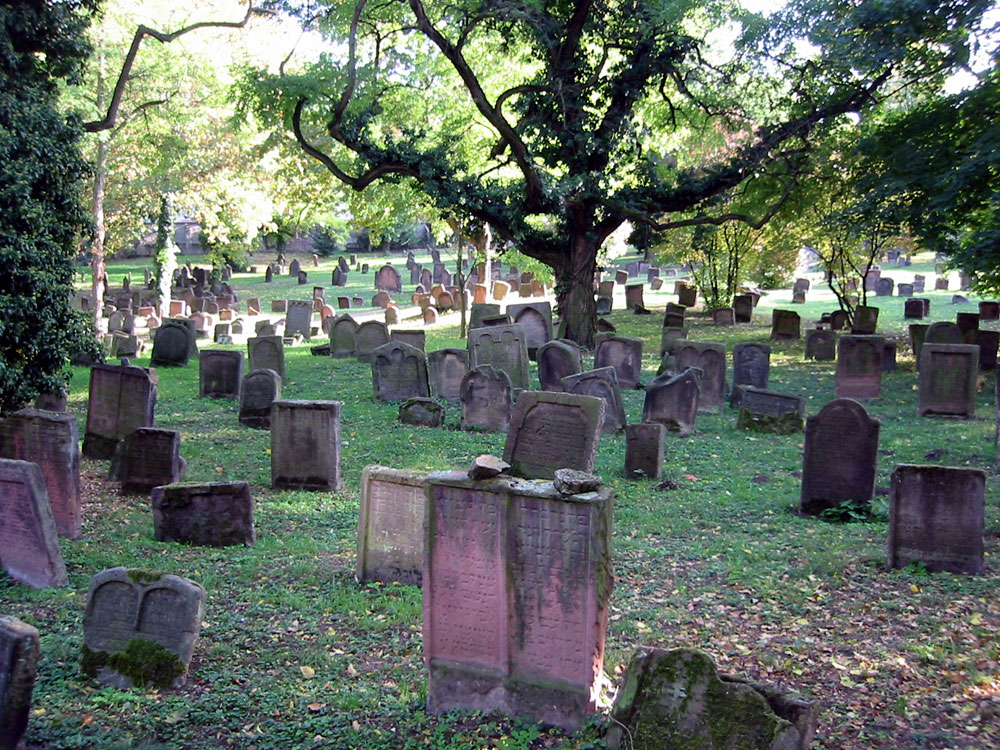
Zsidó temető Wormsban

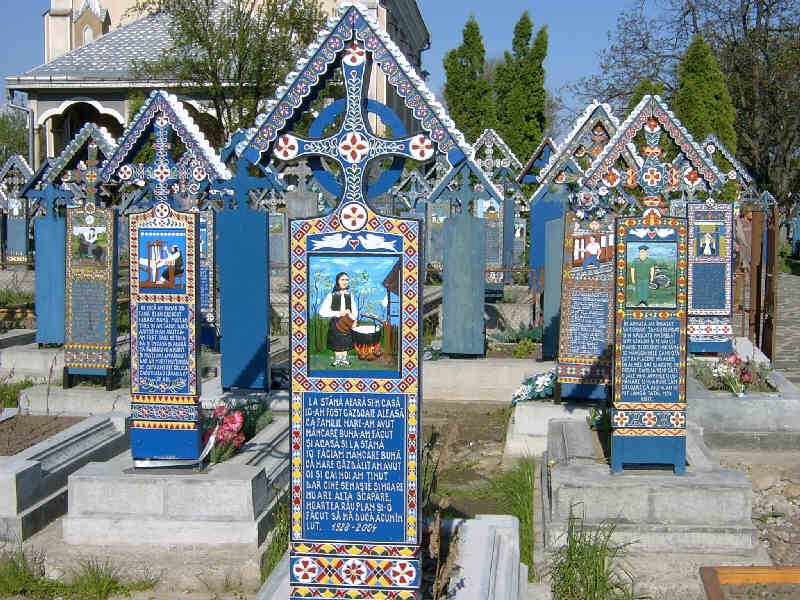
A szaploncai vidám temető

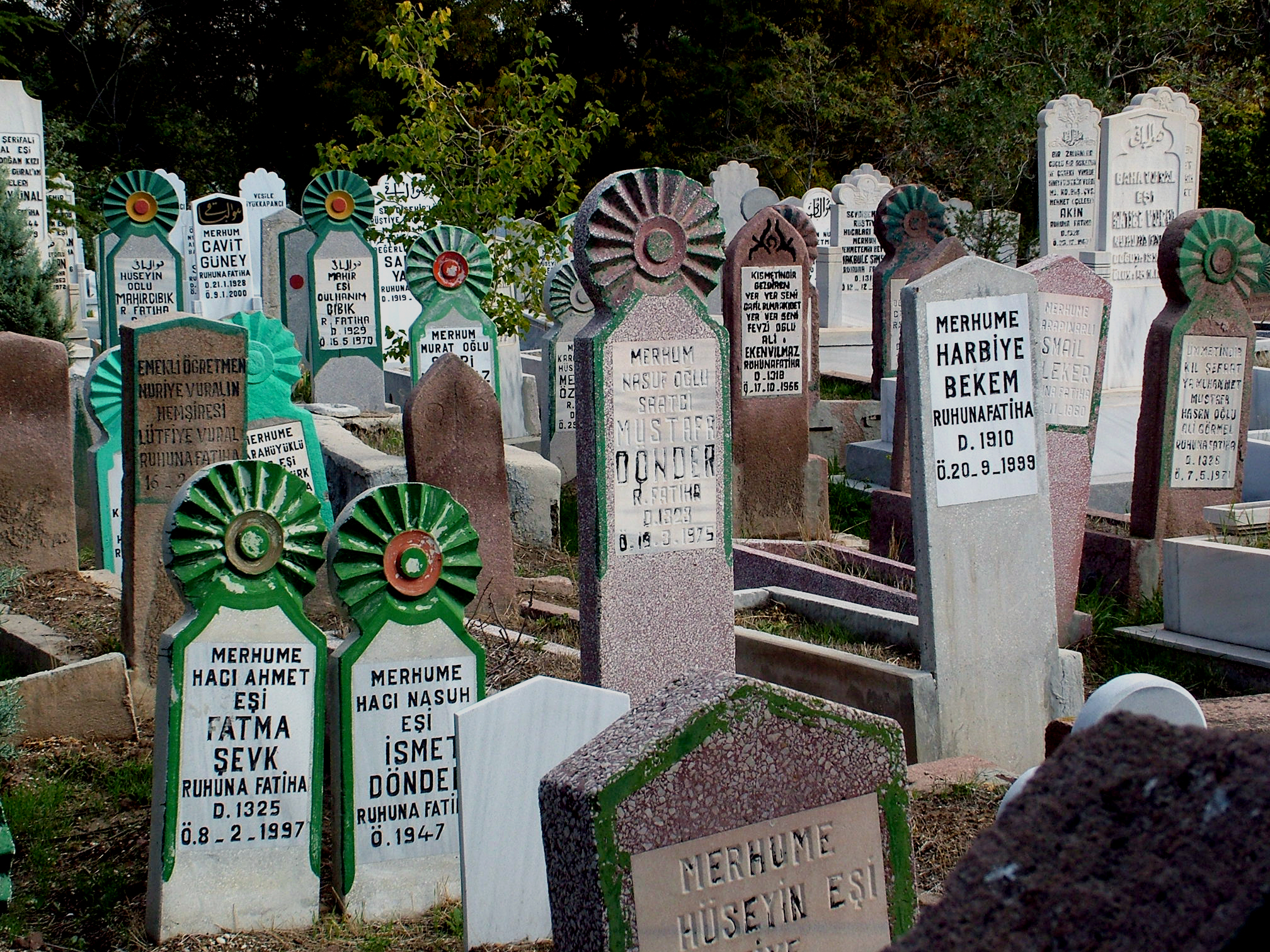
Konya: Moszlim műemléktemető

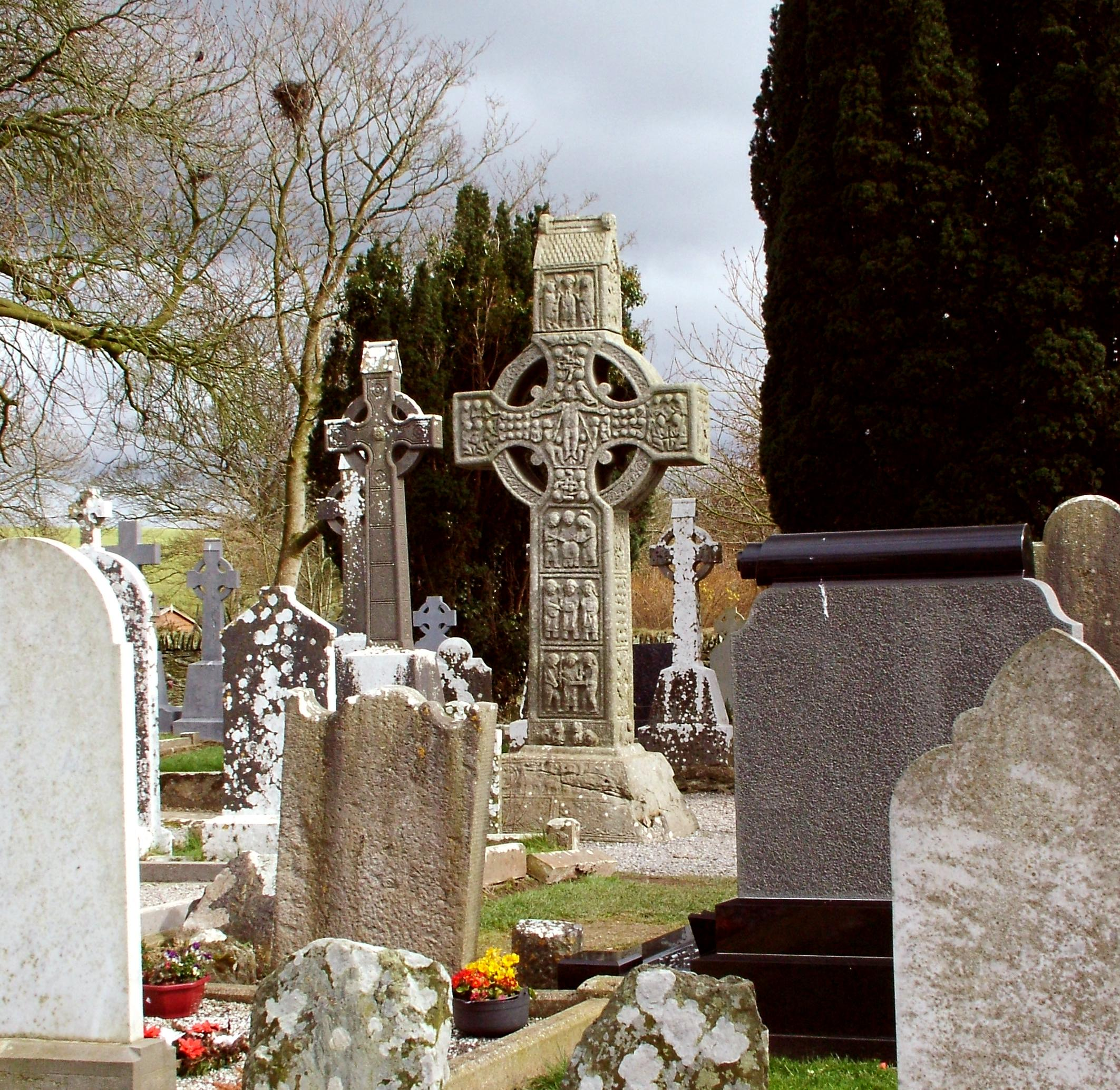
Monasterboice: Ír-kelta keresztek csoportja

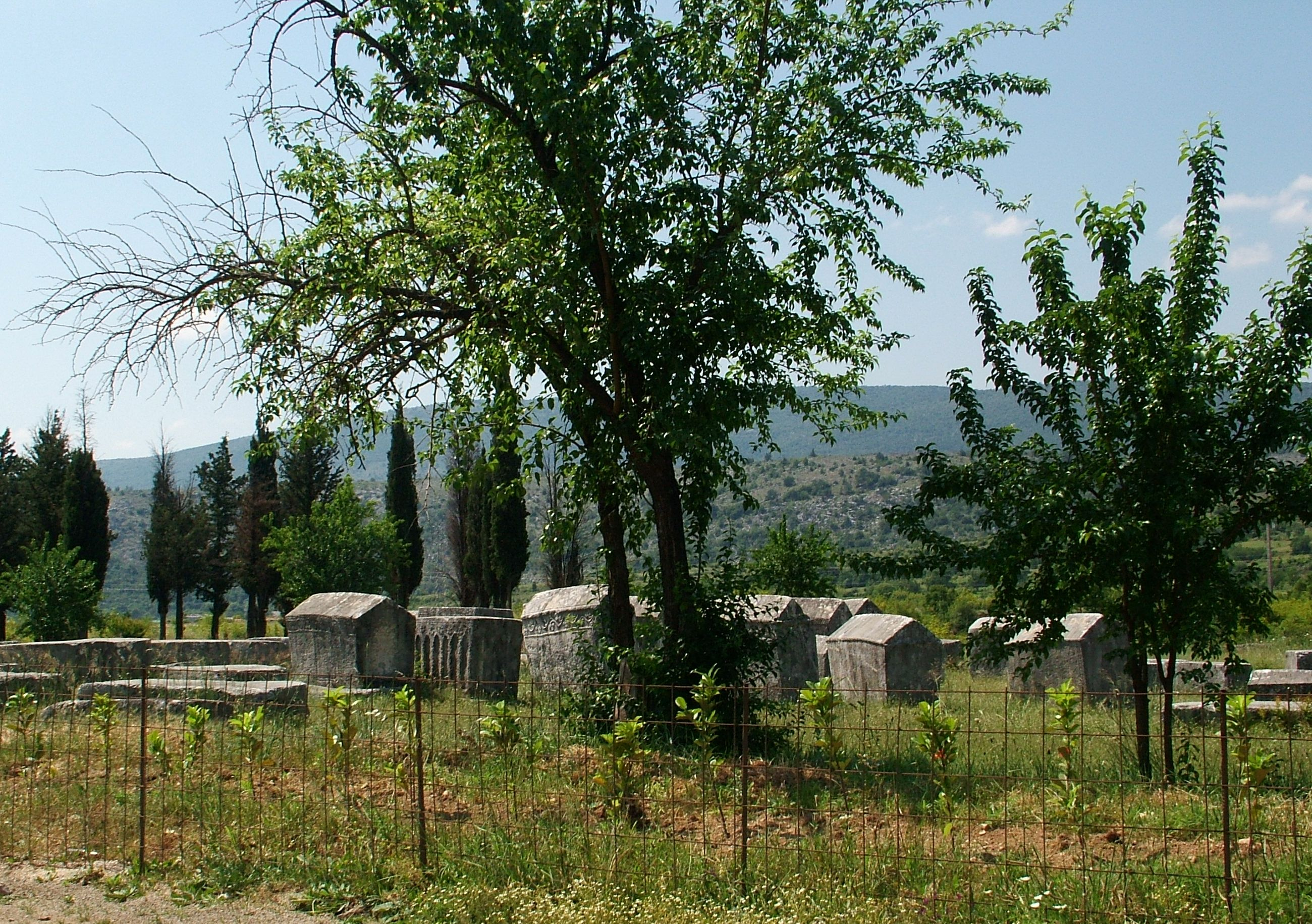
Radimlje, bogumil nekropolisz

A temető (régies kifejezés szerint cinterem, a latin coementerium kifejezésből) az a hely, ahol a holttesteket vagy hamvaikat örök nyugalomra helyezik. A temető lehet egyházi tulajdonú vagy köztemető.
Szeretem a temetőket. Egyszerűen és közönségesen szeretem a színeit, az őszi sárgáját, a haragoszöld tónusait, a csendjét… kezemben egy becsukott könyvvel sétálok és csodálkozom, milyen csendesek egyszerre a lármás emberek, hogy hangzik ki beszédünk a csendbe és az örökkévalóságba.

## Szabályozása Magyarországon
A temetkezés jogi kérdéseit Magyarországon a temetőkről és a temetkezésről szóló 1999. évi XLIII. törvény szabályozza.

### Alapelvei
- A tisztességes és méltó temetés, valamint a halottak nyughelye előtt a tiszteletadás joga mindenkit megillet.[2]
- A végső nyughely megválasztásában és a temetés lebonyolításában az abban közreműködők és az eltemettetők, az elhunyt életében tett rendelkezésére figyelemmel kötelesek együttműködni.[3]
- A temetés polgári szertartás vagy vallási közösség által vallásos szertartás keretében végezhető. A polgári szertartás rendjét az eltemettetők határozzák meg. A vallási közösség által végzett temetés a vallási közösség hitéleti tevékenységének, vallási szokásainak tiszteletben tartásával történik.[4]
- E törvényben foglalt rendelkezéseket a nemzetiségek törvényben biztosított jogainak érvényesítésével kell végrehajtani.[5]

### Fontosabb fogalmak
Az 1999. évi XLIII. törvény a következő fogalommeghatározásokat tartalmazza:

„3. § E törvény alkalmazásában
a) *  temető: a település közigazgatási területén belüli, beépítésre szánt vagy beépítésre nem szánt, építési használata szerinti zöldfelületi jellegű különleges terület, amely kegyeleti célokat szolgál, közegészségügyi rendeltetésű, és amelyet az elhunytak eltemetésére, a hamvak elhelyezésére létesítettek és használnak, vagy használtak;
b) *  köztemető: az önkormányzat tulajdonában lévő temető, továbbá az a nem önkormányzati tulajdonban lévő temető vagy temetőrész, amelyben az önkormányzat - a temető tulajdonosával kötött megállapodás alapján - a köztemető fenntartására vonatkozó kötelezettségét teljesíti;
c) temetkezési emlékhely: a temetőn kívül, különösen templomban, altemplomban, templomkertben, történeti kertben, urnacsarnokházban vagy más építményben és területen lévő, az elhunytak eltemetésére, urnák elhelyezésére és hamvak szétszórására szolgál;
d) temetési hely: a temetőben vagy a temetkezési emlékhelyen létesített sírhely, sírbolt, urnafülke, urnasírhely, urnasírbolt, valamint a hamvasztóüzemi építmény területén, ingatlanán létesített urnafülke, urnasírhely. A temetési helyek egyes formái, a temetés módja, továbbá a földben vagy építményben történő elhelyezkedése alapján különböznek egymástól;
e) *  nemzeti sírkert (nemzeti panteon): a Nemzeti Emlékhely és Kegyeleti Bizottság *  által annak minősített temető, hősi temető, hősi temetési hely, továbbá temetkezési emlékhely, kegyeleti emlékhely, temetési helyek összessége;
f) *  hősi temető, hősi temetési hely: nemzetközi szerződés eltérő rendelkezése hiányában a honvédelmi kötelezettség fegyveres vagy fegyver nélküli teljesítése közben elesettek, továbbá a teljesítést követően, ezzel közvetlenül összefüggésbe hozható okból elhunytak, valamint háborúban kényszermunkára hurcoltak és elhunytak eltemetésére, hamvaik elhelyezésére szolgáló temető (temetőrész), temetési hely;
g) kegyeleti emlékhely: elhunytak emlékének megjelölésére és megőrzésére létesített építmény, emlékmű, emlékjel, épületen elhelyezett emléktábla;
h) kegyeleti közszolgáltatás: a köztemető fenntartását, továbbá üzemeltetését magába foglaló egyéni és közösségi kegyeleti célú, az elhunyt emlékének megőrzésére irányuló önkormányzati tevékenységek összessége;
i) *  egészségügyi intézmény: egészségügyi szolgáltatás nyújtására jogosító működési engedéllyel rendelkező személy, illetőleg intézmény;
j) *  korai vagy középidős magzati halál: az egészségügyről szóló 1997. évi CLIV. törvény 216. § e) pontjában meghatározott haláleset”

## Leírása
A katolikus temetőket általában kőfallal vagy sűrű sövénnyel veszik körül. Van a temetőben kápolna is, ahol az elhunytakért engesztelő szentmiseáldozatot mutathatnak be. Az egyes sírokat keresztek vagy sírkövek díszítik, amelyeken a halott(ak) neve, születése és halála dátuma mellett vallási szimbólumok vagy a halandóságot ábrázoló jelképek láthatóak. A katolikus egyház a temetőt használat előtt megszenteli. A püspök vagy helyettese rövid beszédben előadja a temető megbecsülését indokoló okokat, azután térden állva elmondja a mindenszentek letenyéjét, mialatt a temető közepén felállított kereszt előtt három gyertya ég; továbbá az egész temetőt szentelt vízzel meghinti és tömjénnel megfüstöli a Miserere zsoltár éneklése közben. Végül a három gyertyát a keresztre tűzik. A három gyertya a szentháromságot jelképezi, melynek nevében és hatalmával fog végbemenni a feltámadás csodája.

## Története Magyarországon
A temetőkről az 1868. LIII. tc. 22. §-a azt rendeli, hogy azokban a különböző törvényesen bevett keresztény vallásfelekezetek tagjai vegyesen és akadálytalanul temetkezhetnek. Az 1895. XLIII. tc. 21. §-a szerint pedig a törvényesen elismert vallásfelekezetek saját céljaikra külön temetőket rendezhetnek be és tagjaik a községi temetőkben akadálytalanul temetkezhetnek. Közegészségi szempontból szabály, hogy a temetők a lakott helyektől lehető távolságban, fallal vagy árkolattal körülvéve és fákkal beültetve legyenek, a templomban való eltemetések, valamint a templom körül rendezett temetőhelyek tilosak. Közegészségi, de egyúttal kegyeleti szempontokon alapszik az a szabály, hogy a temető, ha rendeltetése megszűnik, bizonyos időn át (rendszerint 30 év) pihenjen, és a sírhelyeket ne dúlják fel.
Magyarország legnagyobb területű temetője Pécsett található.[forrás?]

## Nevezetes temetők
- Az avasi templom műemlék temetője, Miskolc
- Farkasréti temető, Budapest
- Házsongárdi temető, Kolozsvár
- Fiumei úti sírkert, Budapest
- Père Lachaise, Párizs
- Vidám temető, Szaplonca
- Castledermot, Írország
- Monasterboice Írország
- Temető a Kreml falánál, Moszkva
- Arlingtoni Nemzeti Temető, Arlington